# Iuliu Prodan
Iuliu Prodan ( 29 de octubre de 1875, Chiochiş, Bistriţa-Năsăud-27 de febrero de 1959, Cluj) fue un botánico rumano.

## Biografía
Asistió al Liceo de Gherla, y a continuación en Năsăud. A instancias de Artemiu Publiu Alexi, Pompei Grigoriţa, y especialmente del famoso botánico Florian Porcius, Prodan estudia Ciencias naturales en la Universidad de Cluj,graduándose en 1900. Será profesor de secundaria en los Liceos de Gherla, Năsăud, Eger, Sombor. El 3 de octubre de 1919 fue profesor de la cátedra de botánica descriptiva y en fitopatología en la Academia de Estudios Avanzados agronómicos (Instituto de Agronomía "Dr. Petru Groza" de Cluj-Napoca, Universidad de Ciencias agrícolas y de Medicina veterinaria de Cluj-Napoca). En 1938 fue nombrado titular de la disciplina de sistemática, anatomía y fisiología vegetal.
Fue miembro titular de la Academia Rumana, en 1955.

## Actividades profesionales
Ma mayoría de sus obras fueron de florística, estudios de vegetación y de ecología vegetal. Fue un precoz autor del "determinador" clásicp para plantas fanerógamas, y para helechos (criptógamas vasculares). Sus monografías sobre los géneros Centaurea, Rosa, Achillea, Iris son de las más importantes de la literatura botánica rumana. Desde 1949, hasta su deceso, trabajó como colaborador de la "Flora Republici Populare Române", procesando el género Rumex de la familia Polygonaceae, el género Chenopodium de las Chenopodiaceae (vol- I).
Las Caryophyllaceae y Euphorbiaceae (voI. II), especies cultivadas del género Rosa de la familia Rosaceae (vol. IV). Prodan fue de los primeros botánicos rumanos, en describir la flora y la vegetación Rumana, esforzándose en describir las condiciones ecológicas específicas de las plantas y de las zonas exploradas. Estudiios realizados en Ecología de halófilas de Rumania, en comparación con las de Hungría y las llanuras del Tisei, Regatul, siendo la primera investigación en la literatura botánica rumana.

## Algunas publicaciones
- Flora critică a Dobrogei, 1923
- Ameliorarea locurilor alcaline, 1923
- Flora pentru determinarea şi descrierea plantelor ce cresc în România, 2 vol., Cluj. 1923, repub1icado en 1939
- Flora nisipurilor din România 1925
- Flora mică ilustrată a României 1928
- Centaureele României, Cluj. 1929
- Achileele României, 1931
- Flora Câmpiei Ardelene. 1931
- Die Iris Arten Rumaniens. 1934 - 1935
- Conspectul florei Dobrogei. 1934-1938
- Buruienile vătămătoare semănăturilor, fînaţelor şi păşunilor. 1946
- Duşmanii pomilor roditori, recunoaşterea şi combaterea lor. 1947
- Specii din genul Centaurea, aflate şi studiate în herbarul Universităţii Cluj. 1950

- La abreviatura «Prodan» se emplea para indicar a Iuliu Prodan como autoridad en la descripción y clasificación científica de los vegetales.[1]